# Aginci
Aginci (en serbio: Агинци) es una localidad de la municipalidad de Kozarska Dubica, Republika Srpska, Bosnia y Herzegovina.

## Población
| Composición de la Población - Localidad de Aginci | Composición de la Población - Localidad de Aginci | Composición de la Población - Localidad de Aginci | Composición de la Población - Localidad de Aginci | Composición de la Población - Localidad de Aginci | Composición de la Población - Localidad de Aginci |
| ------------------------------------------------- | ------------------------------------------------- | ------------------------------------------------- | ------------------------------------------------- | ------------------------------------------------- | ------------------------------------------------- |
|                                                   | 2013                                              | 1991                                              | 1981                                              | 1971                                              | 1961                                              |
| Total                                             | 280                                               | 407 (100,0%)                                      | 382 (100,0%)                                      | 383 (100,0%)                                      | 395 (100,0%)                                      |
| Varones                                           | 135                                               | -                                                 | -                                                 | -                                                 | -                                                 |
| Mujeres                                           | 145                                               | -                                                 | -                                                 | -                                                 | -                                                 |
| Bosniacos                                         | -                                                 | 1 (0,246%)                                        | 1 (0,262%)                                        | 1 (0,261%)                                        |                                                   |
| Serbios                                           | 276                                               | 400 (98,28%)                                      | 361 (94,50%)                                      | 382 (99,74%)                                      | 394 (99,75%)                                      |
| Croatas                                           | 1                                                 | -                                                 | -                                                 | -                                                 | 1 (0,253%)                                        |
| Eslovenos                                         | -                                                 | -                                                 | -                                                 | -                                                 |                                                   |
| Musulmanes                                        | -                                                 | -                                                 | -                                                 | -                                                 |                                                   |
| Montenegrinos                                     | -                                                 | -                                                 | -                                                 | -                                                 |                                                   |
| Macedonios                                        | -                                                 | -                                                 | -                                                 | -                                                 |                                                   |
| Yugoslavos                                        | 1                                                 | 4 (0,983%)                                        | 20 (5,236%)                                       | -                                                 |                                                   |
| Albaneses                                         | -                                                 | -                                                 | -                                                 | -                                                 |                                                   |
| Ukranianos                                        | -                                                 | -                                                 | -                                                 | -                                                 |                                                   |
| Otros                                             | -                                                 | 2 (0,491%)                                        | -                                                 | -                                                 | -                                                 |
| Sin declarar                                      | 1                                                 | -                                                 | -                                                 | -                                                 | -                                                 |
| Desconocidos                                      | -                                                 | -                                                 | -                                                 | -                                                 | -                                                 |